# Округ Вишков
Округ Вишков (чеш. Okres Vyškov) је округ у Јужноморавском крају, у Чешкој Републици. Административно средиште округа је град Вишков.

## Становништво
Према подацима о броју становника из 2012. године округ је имао 89.342 становника.